# 1408
1408 (MCDVIII) je bilo prestopno leto, ki se je po julijanskem koledarju začelo na nedeljo.

## Dogodki
- 4. oktober - prvi turški vpad na slovensko ozemlje je predstavljal napad na Metliko v Beli krajini.

Neznan datum
- Dokončana kitajska Jonglejeva enciklopedija, do leta 2007 največja splošna enciklopedija na svetu.

## Smrti
- 20. februar - Henry Percy, angleški plemič, 1. grof Northumberland, kralj Mana, upornik (* 1341)
- 21. april - Mirza Miran Šah Beg, vladar Kandaharja in Azerbajdžana (* 1366)
- 31. maj - Ašikaga Jošimicu, japonski šogun (* 1358)
- 22. september - Ivan VII. Paleolog, bizantinski cesar (* 1370)

Neznan datum
- Francesco Giustiniani Garibaldo, 14. genovski dož (* 1336)
- John Gower, angleški pesnik (* 1330)
- Niccolo Zoagli, 15. genovski dož (* 1340)
- Peter II., grof Urgella (* 1340)